# Marcos Antônio Malachias Júnior
Marcos Antônio Malachias Júnior, mais conhecido como Marquinhos (Campinas, 24 de abril de 1982), é futebolista brasileiro naturalizado búlgaro. Em 2011, recebeu de Lothar Matthäus sua primeira convocação para a Seleção Búlgara na mesma semana que adquiriu a cidadania do país. Atualmente joga pela Caldense.